# Гарберс, Генрих
Ге́нрих Га́рберс (нем. Heinrich Garbers; ум. 1963) — морской офицер, лейтенант резерва. Не был кадровым офицером кригсмарине и не имел военного образования. Гарберс был переведён в абвер зондерфюрером, а позже официально принят в кригсмарине. Гарберс служил на океанском парусном корабле, которым командовал Х. Ниссен. Этот корабль подчинялся абверу и непосредственно адмиралу Канарису и выполнял особые задания (доставку и вывоз агентов, оружия и т.д).

## Выполненные задания
- Первый поход во время Второй мировой войны совершил в Ирландию.
- Второй поход (1941 год) — в Южную Америку.

Затем Гарберсу было поручено приобрести в Бресте корабль для скрытного пересечения Атлантики. Гарберс остановил свой выбор на 16-метровой парусной яхте «Пассим», имевшей дополнительно небольшой двигатель внутреннего сгорания.
На этом корабле он продолжал выполнять специальные задания.
- Третий поход (2 августа — 24 декабря 1943) — Германия-Намибия-Bay of Mossamedes-сильный шторм- Байонн, Франция.
- Четвёртый поход — доставлены два агента в Кабу-Фриу, Бразилия.
- Пятый поход — в Пунта-Могадес, Аргентина. Доставлены два агента и партия медикаментов, на обратном пути три агента доставлены в порт Виго, Испания. Оттуда Гарберса на Фокке-Вульфе 200 доставили в Берлин, и 1 ноября 1944 года он был награждён Рыцарским крестом Железного Креста.

Всего за время выполнения спецопераций провёл в море 545 дней, больше, чем любой другой командир корабля кригсмарине, прошёл за это время более 35 тысяч морских миль (более 68 тысяч километров).
В мае 1945 представители разведки Союзников спросили у Гарберса названия подводных лодок, на которых он выполнял свои миссии, его ответ вызвал недоверие.
После окончания войны три года провёл в заключении, впоследствии возглавлял небольшую собственную верфь в Гамбурге.